# Países del Loira
Países del Loira (en francés, Pays de la Loire; en bretón, Broioù al Liger) es una región de Francia. Tiene una población estimada, a inicios de 2022, de 3 873 100 habitantes.
Su capital y ciudad más poblada es Nantes. Está ubicada al oeste del país, limitando al norte con Normandía, al este con Centro-Valle del Loira, al sureste y sur con Nueva Aquitania, al suroeste con el golfo de Vizcaya (océano Atlántico) y al noroeste con Bretaña. La reforma territorial de 2014 no afectó a la delimitación de la región, siendo una de las seis regiones metropolitanas que no cambiaron.

## Historia

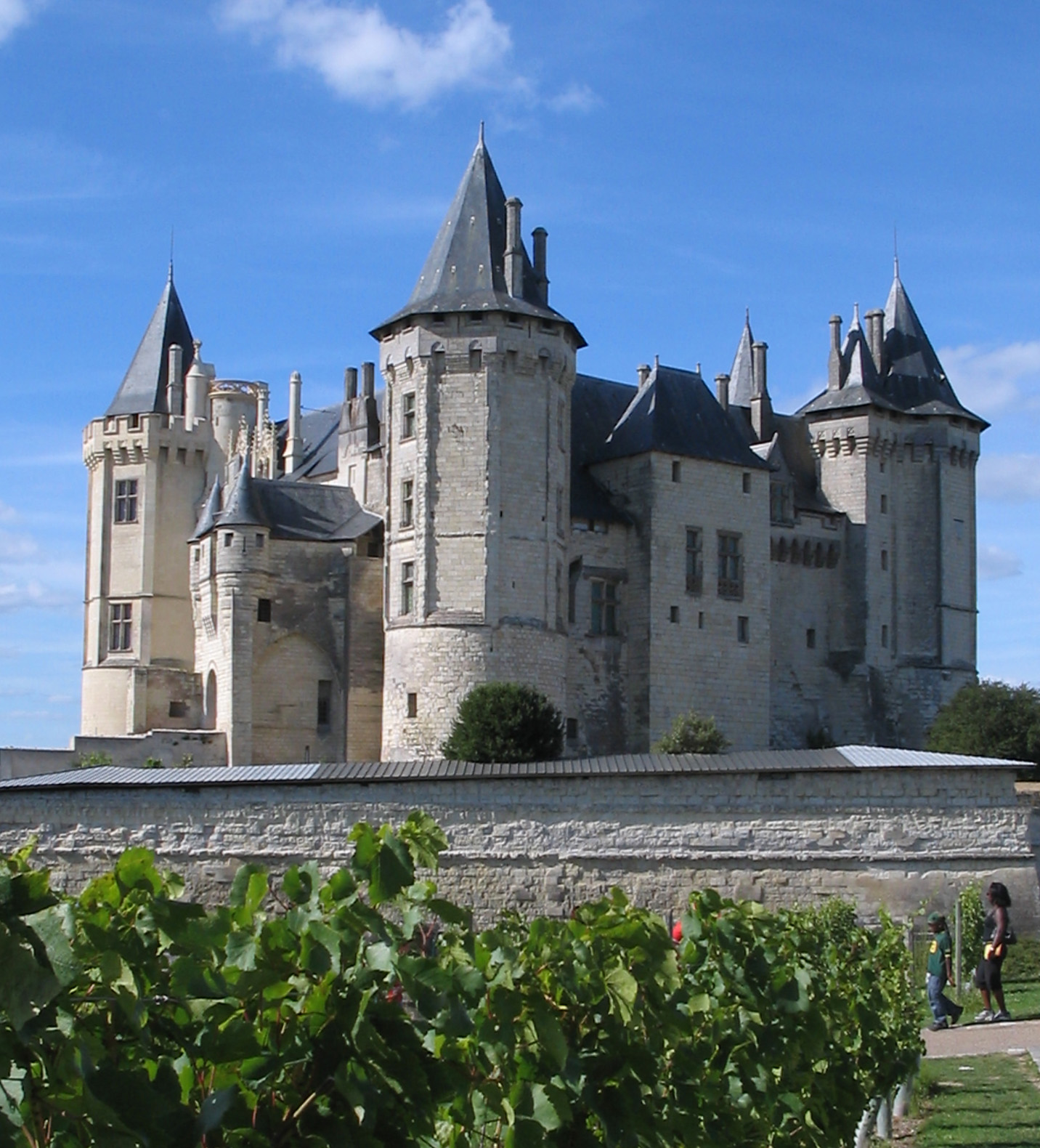
Castillo de Saumur.

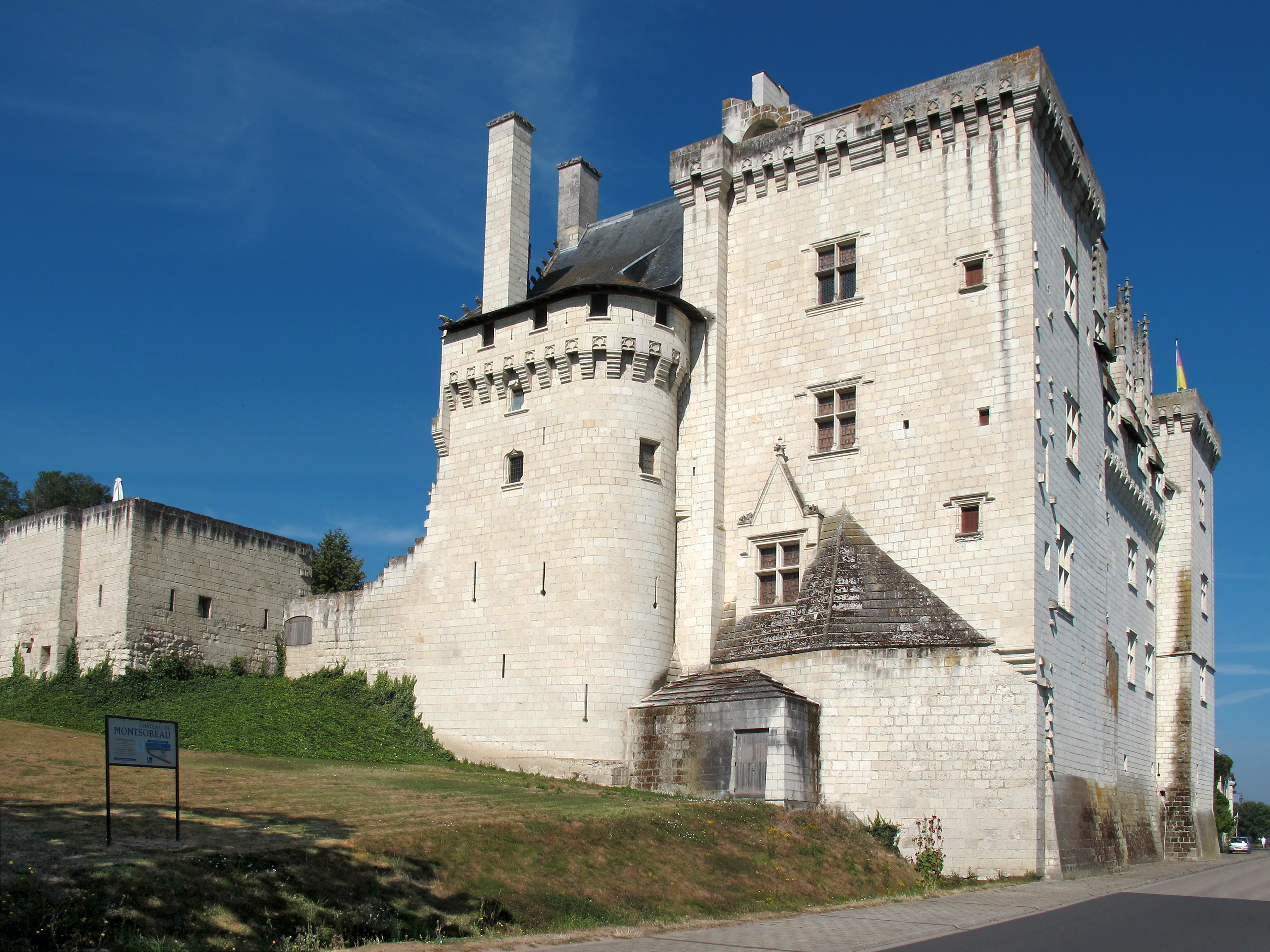
Castillo de Montsoreau-Museo de Arte Contemporáneo, Montsoreau.

Fue creada en 1955, en el mismo momento en que se constituyeron las demás regiones de Francia. A diferencia de otras regiones, los Países del Loira no corresponden a ninguna entidad administrativa ni histórica existente con anterioridad, y los cinco departamentos que la componen fueron agrupados bajo un criterio exclusivamente económico y administrativo. Históricamente, los Países del Loira se componen de territorios de las antiguas provincias de Anjou, Bretaña, Maine, Perche y Poitou. La pertenencia de Loira Atlántico a esta región (en vez de a Bretaña) es un tema de continua discusión. 
La región fue marcada en la Edad Media por la Casa de Anjou, dominando Maine y Anjou (987-1204) y después Normandía (1154) tras el enlace de sus casas reales. Esta dinastía reinará en Inglaterra, ya conocida como Casa de Plantagenet (1154-1399). En su apogeo durante el reinado de Enrique II de Inglaterra, se habla de un imperio de esta familia, contando que sus fronteras terminan en los Pirineos (gracias al matrimonio con Leonor de Aquitania).
En 1542, el ducado de Bretaña (donde se encontraba el actual departamento de Loira Atlántico) se anexionó a Francia, perteneciendo a esta hasta la actualidad. Durante la Revolución francesa, esta región estuvo marcada por la guerra de los Chuanes, mientras que la antigua provincia de Vandea, al sur del Loira, será especialmente afectada por la guerra de Vandea (1793-1796).
Se compone de cinco departamentos:
- Loira Atlántico
- Maine y Loira
- Mayenne
- Sarthe
- Vandea

La capital de esta región es Nantes, situada en Loira Atlántico.

## Política
El consejo regional está formado por 93 concejales, elegidos por sufragio universal cada seis años.[cita requerida]
Región de tradición católica y conservadora, los Países del Loira han estado dominados históricamente por la derecha francesa. Sin embargo, esta última perdió por primera vez el poder en las elecciones regionales de 2004, cuando la mayoría de izquierdas eligió al socialista Jacques Auxiette, también alcalde de La Roche-sur-Yon, como presidente del consejo regional.
En las elecciones de 2015 la derecha recuperó el poder tras la elección como presidente regional de Bruno Retailleau, de Los Republicanos. Desde 2017, la presidenta es Christelle Morançais.

## Geografía

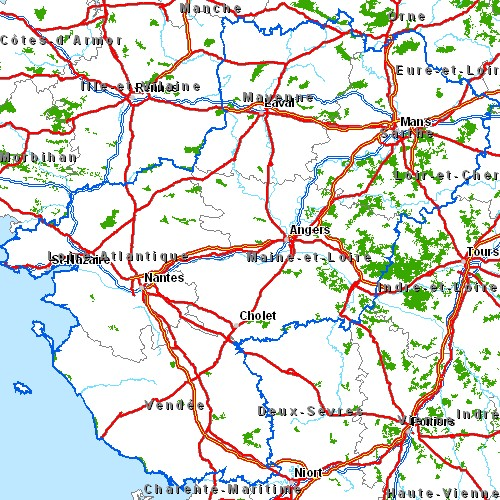
Mapa de los Países del Loira

La región de los Países del Loira tiene una extensión de 32 082 km². Toma su nombre del río Loira, que atraviesa dos de sus cinco departamentos hasta desembocar en el océano Atlántico. Los afluentes del río que transcurren por esta región son el Loir, el río Sarthe y el río Mayenne. En total, hay más de 18 000 km de cursos de agua en esta región.
El relieve de la región está constituido por las colinas de la Vendée al sur; y al norte de Sarthe y de Mayenne por los Coëvrons, los Alpes mancelles, el bosque de Perseigne y las colinas de Perche. El punto culminante es el monte de Avaloirs (417 metros). La mayor parte de la región se sitúa en el macizo armoricano. Solo una pequeña parte se encuentra en una depresión sedimentaria: la mitad este de los departamentos de Maine y Loira y Sarthe, que están muy cerca del centro de Francia desde el punto de vista topográfico.
La región tiene costas sobre el océano Atlántico a lo largo de 368 km y posee dos islas importantes: la isla de Noirmoutier y la isla de Yeu. Las costas son alternativamente rocosas y arenosas. Muchas marismas ganadas al mar a lo largo de los siglos se sitúan cerca del litoral, como las marismas de Brière, el marais bretón y el marais poitevin. 
La región es la 7.ª de Francia en cuanto a superficie.

## Economía

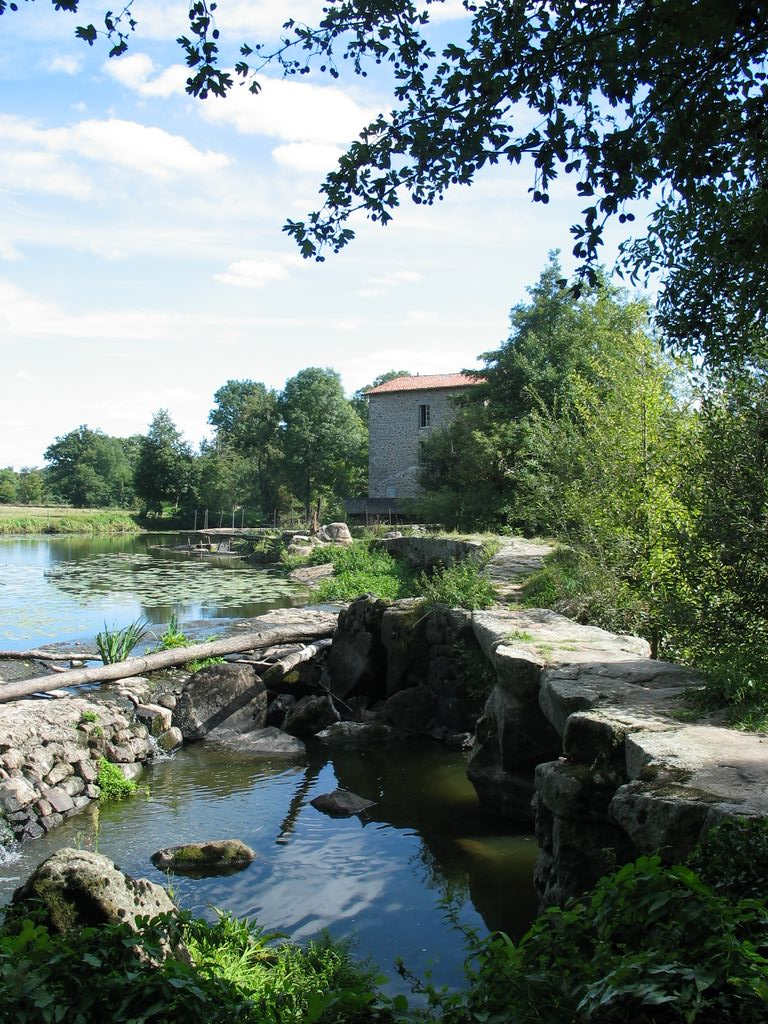
Río Sèvre Nantaise

En 2017 la región era la 8.ª de Francia en cuanto a población y a producto interior bruto.
Los Países del Loira está muy presentes en la producción agroalimentaria (3.ª de Francia) con un 51 % de la producción de carne, un 19 % de la producción de leche y un 20 % del procesamiento de cereales. La agricultura ocupa el 67 % del territorio. 
Esta región es la primera en cuanto a la producción de ganado bovino, aves de corral, conejo y pato, y segunda para la leche, la carne de cerdo y las patatas.
Tiene tres grandes aglomeraciones urbanas: Nantes, Le Mans y Angers.

## Demografía
La población ha aumentado de la siguiente forma desde el año 1801 (por departamentos):
| Año  | Población de los departamentos  | Población de los departamentos | Población de los departamentos | Población de los departamentos | Población de los departamentos | Población de los departamentos |
| Año  | Departamento de Loira Atlántico | Departamento de Maine y Loira  | Departamento de Mayenne        | Departamento de Sarthe         | Departamento de Vendée         | Países del Loira               |
| ---- | ------------------------------- | ------------------------------ | ------------------------------ | ------------------------------ | ------------------------------ | ------------------------------ |
| 1801 | 369.305                         | 375.544                        | 305.654                        | 388.143                        | 243.426                        | 1.682.072                      |
| 1851 | 535.664                         | 516.197                        | 374.566                        | 473.071                        | 383.734                        | 2.283.232                      |
| 1901 | 664.971                         | 515 431                        | 313.103                        | 422.699                        | 441.311                        | 2.357.515                      |
| 1921 | 649.691                         | 475.485                        |                                |                                | 397.292                        | 2.174.150                      |
| 1936 | 659.428                         | 478.404                        | 251.348                        | 388.519                        | 389.211                        | 2.166.910                      |
| 1946 | 665.064                         |                                |                                |                                | 393.787                        | 2.224.163                      |
| 1954 | 733.575                         |                                |                                |                                | 395.641                        | 2.320.177                      |
| 1962 | 803.372                         | 535 122                        | 250.030                        | 443.019                        | 408.928                        | 2.440.471                      |
| 1968 | 861.452                         | 585.563                        | 252.762                        | 461.839                        | 421.250                        | 2.582.866                      |
| 1975 | 934.499                         | 629.849                        | 261.789                        | 490 385                        | 450.641                        | 2.767.163                      |
| 1982 | 995.498                         | 675.321                        | 271.784                        | 504.768                        | 483.027                        | 2.930.398                      |
| 1990 | 1.050.539                       | 704.668                        | 277.748                        | 513.280                        | 508.962                        | 3.055.197                      |
| 2005 | 1.208.761                       | 754.997                        | 297.854                        | 551.971                        | 587.162                        | 3.400.745                      |

## Deporte
La región cuenta con equipos profesionales de fútbol (Nantes, Angers y Stade Lavallois), baloncesto (Le Mans, Cholet y Hermine de Nantes) y balonmano (Nantes).
En el Circuito de Le Mans se celebran numerosas carreras internacionales de automovilismo y motociclismo, entre ellas las 24 Horas de Le Mans, las 24 Horas de Le Mans de Motociclismo y el Gran Premio de Francia de Motociclismo
Los Boucles de la Mayenne y el Circuito de la Sarthe son carreras de ciclismo de ruta del UCI Europe Tour.